# خط هارپارسکو

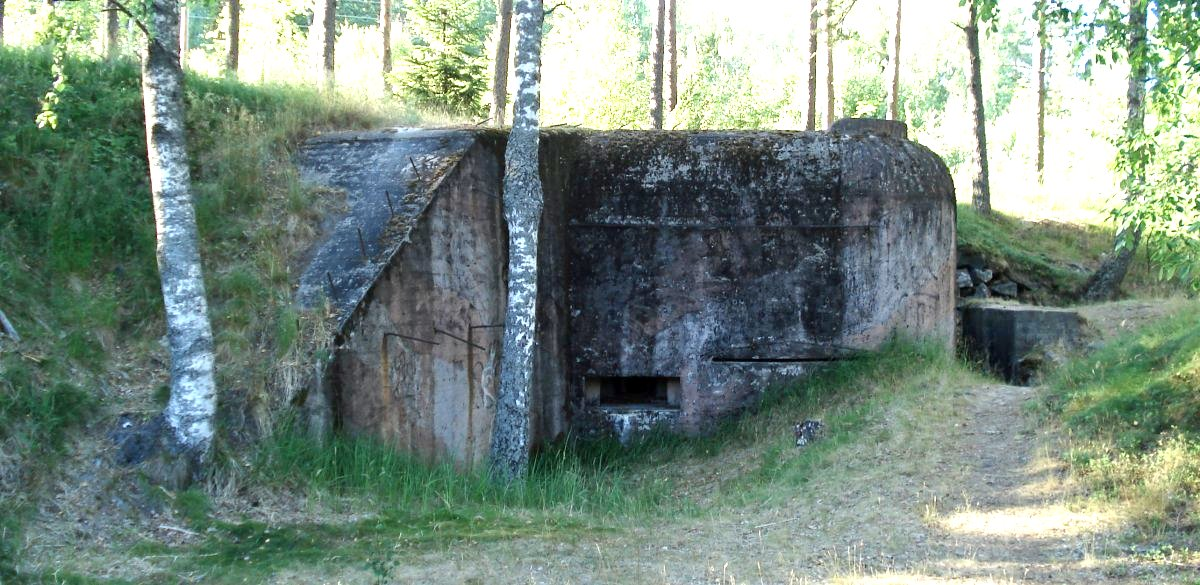
یک پناهگاه در خط هارپارسکو

خط هارپارسکو اصلی‌ترین ایستگاه دفاعی و از استحکامات نظامی بود که توسط فنلاندی‌ها پس از جنگ زمستانی ۱۹۴۰–۱۹۴۱ در مرز هانکو ساخته شد. این خط با شروع جنگ مستمر به‌طور کامل تکمیل نشد و در نبرد هانکو نیز بلااستفاده ماند. با این حال، وجود این خط دفاعی امکان انتقال نیروها از منطقه هانکو به شرق را در ژوئیه-آگوست ۱۹۴۱ فراهم کرد. سرگرد کومولا، مسئول ساخت خط بود. این خط از وسترویک در وتلاکس برومارو در غرب به شرق تا جنوب جزیره سرلانتد تا منطقه باگو امتداد داشت.
در پایان می ۱۹۴۱، ۴۶ پناهگاه بتنی در خط هارپارسکو آماده بهره‌برداری شد و ۱۴۱ سنگر در حال ساخت بود. همچنین ۴۶ توپ آماده و ۱۳ توپ در دست ساخت و ۱۱۳ جایگاه مسلسل در دست ساخت بود. در مجموع ۵۷٫۸ کیلومتر موانع سیم خاردار و ۳٫۸ کیلومتر موانع تانک در این خط ساخته شده بود.
ساختارهای خط هارپارسکو تا حد زیادی حفظ شده‌است. بنای یادبود خط در مکانی قرار دارد که کارل گوستاو امیل مانرهیم در ۱۵ دسامبر ۱۹۴۱ از آن عبور کرد. نام این خط از روستایی که از آن عبور می‌کند گرفته شده‌است.